# Francisco de Paula Brochado da Rocha
Francisco de Paula Brochado da Rocha   (Porto Alegre, 8 d'agost de 1910 - Porto Alegre, 26 de setembre de 1962) va ser un advocat, professor en l'ensenyament mitjà i superior, i polític brasiler.

## Biografia
Era fill de l'exalcalde portoalegrense Otávio Rocha i d'Inácia Brochado da Rocha, i germà d'Antônio Brochado da Rocha (també alcalde de la capital de Rio Grande do Sul i José Diogo Brochado da Rocha (diputat federal). Encara estudiant, va participar de la Revolució de 1930, on va ser ferit durant l'assalt a una caserna de Porto Alegre, el 3 d'octubre. En el transcurs de la ferida, va perdre un peu i va passar a utilitzar una pròtesi mecànica. El 1932 va diplomar-se en Dret per la Universitat Federal de Rio Grande do Sul, on més tard seria catedràtic de Dret Constitucional.
Va ser procurador de l'alcaldia de Porto Alegre i més tard va ser elegit diputat estatal pel PSD, en la legislatura de 1947 a 1951. Va ser titular de les secretaries estatals d'Educació i Cultura, i d'Interior i Justícia, durant el govern estatal de Leonel Brizola (1959-1963). Va participar activament de la Campanya de la Legalitat el 1961, fent d'enllaç entre el govern Brizola i els sectors nacionalistes del III Exèrcit, que donaria suport al moviment que va garantir la presa de possessió de João Goulart (8 de setembre) després de la renúncia de Jânio Quadros (25 d'agost).
En l'àmbit federal, va ser Consultor de la República, membre del Consell Federal d'Ensenyament, ministre d'Hisenda i president del Consell de Ministres (12 de juliol de 1962 a 18 de setembre de 1962) durant el breu règim parlamentari del govern Goulart. Va morir vuit dies després de deixar el poder.